# Dorothea von Hanau-Münzenberg
Gräfin Dorothea von Hanau-Münzenberg (* 4. Februar 1556; † 5. September 1638) war eine Tochter des Grafen Philipp III. von Hanau-Münzenberg und der Pfalzgräfin Helena von Simmern.

## Erste Ehe
Dorothea war zwei Mal verheiratet: In erster Ehe am 15. Juni 1571 mit dem Reichshofrat Graf Anton von Ortenburg (1550–1573). Er stammte aus der gräflichen Familie von Ortenburg. Sein Vater, Graf Joachim von Ortenburg, setzte in seiner Grafschaft den Protestantismus gegen den benachbarten römisch-katholischen Herzog Albrecht V. von Bayern im Bündnis mit Friedrich III. von der Pfalz durch. Die Ehe sollte so auch die protestantische Sache in Deutschland stärken und war mittelbar gegen Bayern gerichtet. Dorothea hatte darüber hinaus eine ansehnliche Mitgift in Höhe von 10.000 Gulden zu bieten, während die Ortenburger in dieser Zeit wegen ihrer Auseinandersetzung mit Bayern knapp bei Kasse waren und der vom Bräutigam als Reichshofrat geforderte Aufwand erhebliche Kosten verursachte. Anton und Dorothea durften sich, bevor die Angelegenheit offiziell wurde, am Hof des pfälzischen Kurfürsten in Heidelberg im Mai 1570 zunächst einmal sehen. Offiziell war Anton zum Reichstag in Speyer angereist. Die Heirat fand auf Schloss Ortenburg statt. Sie dauerte vier Tage und kostete 8.000 Gulden. Graf Anton aber starb schon am 23. Mai 1573. Postum ging aus dieser Ehe am 1. Dezember 1573 noch ein Sohn, Friedrich, hervor, der aber schon vier Tage später starb.
Die nur 17-jährige Witwe verband nach dem Tod ihres Mannes nichts mehr mit Ortenburg. Sie wollte zurück zu ihrer Herkunftsfamilie nach Hanau. Die finanzielle Abwicklung der Angelegenheit war strittig. Es dauerte bis 1575, bevor Dorothea Ortenburg verlassen konnte und die Auseinandersetzung zog sich bis 1582 hin. Nach Angaben ihres Schwiegervaters soll ihn die Angelegenheit schließlich 23.000 Gulden gekostet haben.

## Zweite Ehe
Ihre zweite Ehe schloss Dorothea am 28. November 1585 mit Graf Volrad von Gleichen-Kranichfeld-Blankenhain-Ehrenstein-Remda (* 4. März 1556; † 8. März 1627 in Blankenhain). Er studierte 1573–1576 an der Universität Jena.
Aus dieser Ehe gingen hervor:
- Tochter (getauft am 3. März 1587 in Blankenhain; † vor 1623)
- Tochter (getauft am 18. Februar 1588 in Blankenhain; † vor 1623)
- Dorothea Susanna, Erbin von Blankenhain und Kranichfeld, († 1638); ⚭ (vor 1. November 1619) mit Freiherr Georg von Mörsperg und Belfort († n. d. 17. Februar 1642)
- Anna Elisabeth († jung in Blankenhain)
- Friedrich Wilhelm († 1599)

Diese zweite Ehe der Dorothea von Hanau-Münzenberg wurde 1596 geschieden.

## Tod
Dorothea starb am 5. September 1638. Zu ihrem Begräbnis erschien eine Leichenpredigt im Druck.

## Vorfahren
| Ahnentafel der Gräfin Dorothea von Hanau-Münzenberg | Ahnentafel der Gräfin Dorothea von Hanau-Münzenberg                                                         | Ahnentafel der Gräfin Dorothea von Hanau-Münzenberg                                         | Ahnentafel der Gräfin Dorothea von Hanau-Münzenberg                                            | Ahnentafel der Gräfin Dorothea von Hanau-Münzenberg                                      | Ahnentafel der Gräfin Dorothea von Hanau-Münzenberg | Ahnentafel der Gräfin Dorothea von Hanau-Münzenberg |
| --------------------------------------------------- | --- | ------------------------------------------------------------------------------------------- | ---------------------------------------------------------------------------------------------- | ---------------------------------------------------------------------------------------- | --------------------------------------------------- | --------------------------------------------------- |
| Urgroßeltern                                        | Reinhard IV. von Hanau-Münzenberg (* 1473; † 1512) ⚭ Katharina von Schwarzburg-Blankenburg (* 1470; † 1514) | Bodo zu Stolberg (* 1467; † 1538) ⚭ Anna von Eppstein-Königstein (* 1482; † 1538)           | Johann I. von Pfalz-Simmern (* 1459; † 1509) ⚭ Johanna von Nassau-Saarbrücken (* 1464; † 1521) | Christoph I. von Baden (* 1453; † 1527) ⚭ Ottilie von Katzenelnbogen (* 1451; † 1517)    |                                                     |                                                     |
| Großeltern                                          | Philipp II. von Hanau-Münzenberg (* 1501; † 1529) ⚭ 1. Juliana zu Stolberg (* 1506; † 1580)                 | Philipp II. von Hanau-Münzenberg (* 1501; † 1529) ⚭ 1. Juliana zu Stolberg (* 1506; † 1580) | Johann II. von Pfalz-Simmern (* 1492; † 1557) ⚭ Beatrix von Baden (* 1492; † 1535)             | Johann II. von Pfalz-Simmern (* 1492; † 1557) ⚭ Beatrix von Baden (* 1492; † 1535)       |                                                     |                                                     |
| Eltern                                              | Philipp III. von Hanau-Münzenberg (* 1526; † 1561) ⚭ Helena von Simmern (* 1532; † 1579)                    | Philipp III. von Hanau-Münzenberg (* 1526; † 1561) ⚭ Helena von Simmern (* 1532; † 1579)    | Philipp III. von Hanau-Münzenberg (* 1526; † 1561) ⚭ Helena von Simmern (* 1532; † 1579)       | Philipp III. von Hanau-Münzenberg (* 1526; † 1561) ⚭ Helena von Simmern (* 1532; † 1579) |                                                     |                                                     |
| Dorothea                                            | |                                                                                             |                                                                                                |                                                                                          |                                                     |                                                     |

## Verweise
1. 1 2  Wieland, S. 100.
2. ↑  Dek, S. 232; D. Schwennicke: Europäische StammtafelnV. NF XIX. Tafel 101. Frankfurt a. M. 2000, ISBN 3-465-03074-5.
3. ↑  Nachweis: Hessisches Staatsarchiv Marburg, 81. Regierung Hanau A 29,8.

| Personendaten    | Personendaten                  |
| ---------------- | ------------------------------ |
| NAME             | Hanau-Münzenberg, Dorothea von |
| ALTERNATIVNAMEN  | Dorothea von Ortenburg         |
| KURZBESCHREIBUNG | deutsche Adlige                |
| GEBURTSDATUM     | 4. Februar 1556                |
| STERBEDATUM      | 5. September 1638              |